# Pleospora zimmermannii
Pleospora zimmermannii är en svampart som beskrevs av Roum. . Pleospora zimmermannii ingår i släktet Pleospora och familjen Pleosporaceae.   Inga underarter finns listade i Catalogue of Life.